# Egg an der Günz
Egg an der Günz je obec v německé spolkové zemi Bavorsko, v zemském okrese Unterallgäu ve vládním obvodu Švábsko.
V roce 2015 zde žilo 1 208 obyvatel.

## Poloha
Sousední obce jsou: Babenhausen, Boos, Lauben, Niederrieden a Oberschönegg.

## Významní rodáci
- Johann Eck